# Якоть
Якоть — река в Московской области России, протекает по территории Дмитровского и Талдомского районов. Длина реки составляет 25 км., площадь водосборного бассейна — 170 км².
Исток расположен чуть северо-восточнее деревни Буславль. В верхнем течении впадает слева речка Вожжа. Возле села Жестылёво река перекрыта плотиной, образуется Жестылёвское водохранилище.
Среднее и нижнее течение расположены в болотистой низменности, пересечённой множеством осушительных канав. Этот участок реки почти на всём своём протяжении спрямлён каналом.
Впадает в Дубну в 60 км от её устья по левому берегу, в посёлке городского типа Вербилки.
По реке получили название село Якоть и Якотский сельский округ.

## Данные водного реестра

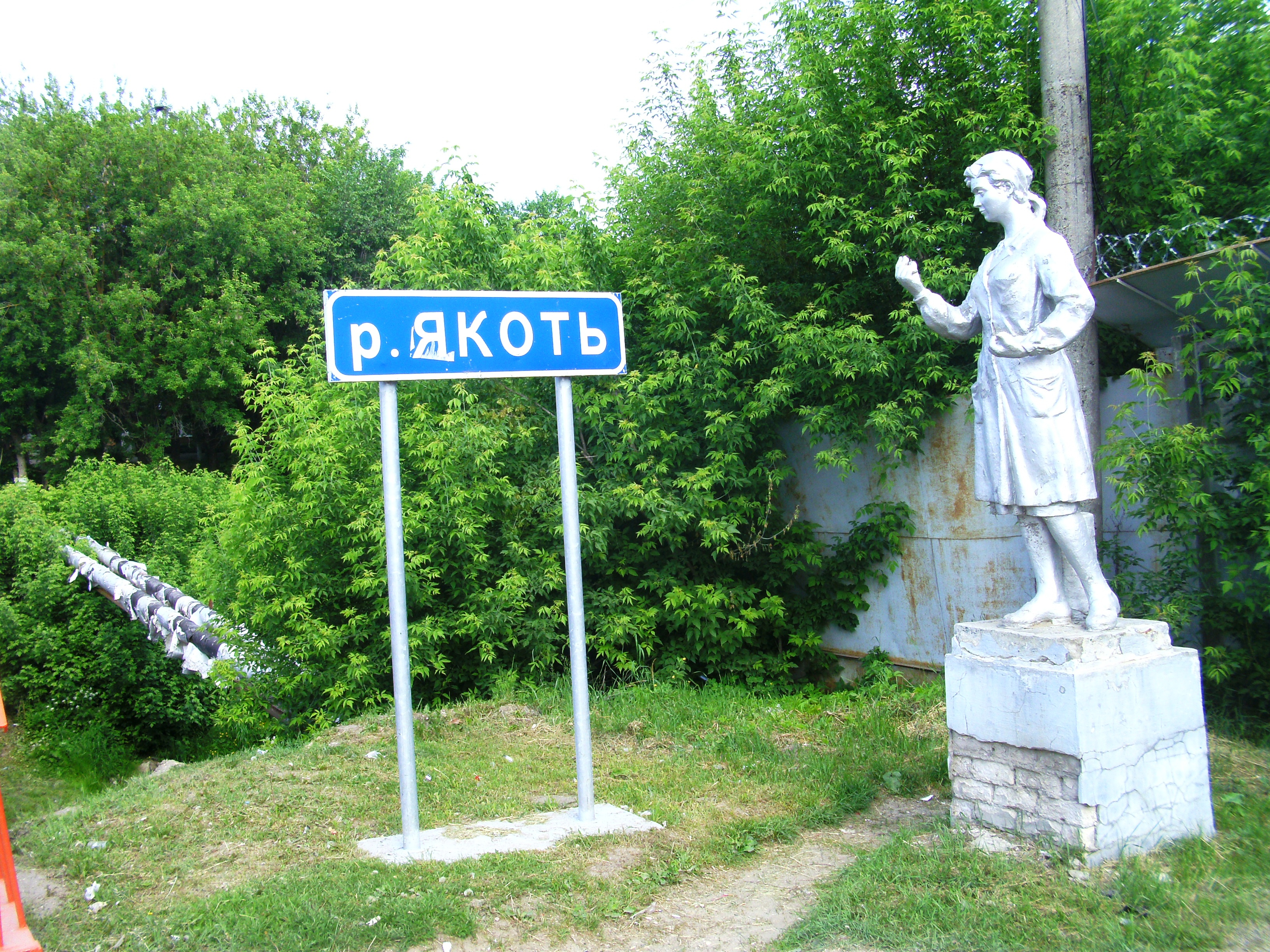
Река Якоть на пересечении с ул. Победы у фарфорового завода пос. Вербилки

По данным государственного водного реестра России относится к Верхневолжскому бассейновому округу, водохозяйственный участок реки — Волга от Иваньковского гидроузла до Угличского гидроузла (Угличское водохранилище), речной подбассейн реки — бассейны притоков (Верхней) Волги до Рыбинского водохранилища. Речной бассейн реки — (Верхняя) Волга до Куйбышевского водохранилища (без бассейна Оки).
Код водного объекта в государственном водном реестре — 08010100812110000003264.

## Притоки
Основные притоки реки: Вожжа, Степановка, Рыбинка, Пруниха, Ветелка и др.